# Паркер, Джордж, 7-й граф Макклсфилд
Джордж Лавден Уильям Генри Паркер, 7-й граф Макклсфилд (англ. George Loveden William Henry Parker, 7th Earl of Macclesfield; 24 мая 1888 — 20 сентября 1975) — британский пэр и землевладелец.

## Биография
Джордж Паркер родился 24 мая 1888 года. Единственный сын Джорджа Огастеса Паркера, виконта Паркера (1843—1895), наследника Томаса Паркера, 6-го графа Маклсфилда, от брака с Карин Агнес (? — 1919), дочерью Прайза Лавдена. Его отец умер в 1895 году.
24 июля 1896 года после смерти своего деда, восьмилетний Джордж Паркер унаследовал титулы 7-го графа Макклсфилда (графство Чешир), 7-го виконта Паркера из Юэлма (графство Оксфордшир) и 7-го барона Паркера из Макклсфилда (графство Чешир). Свои титулы он удерживал в течение семидесяти девяти лет.
В следующем 1897 году его мать вышла замуж во второй раз за капитана Л. В. Мэтьюза из 5-го драгунского гвардейского полка, который стал отчимом молодому графу.
Лорд Макклсфилд получил образование в Итонском колледже (Виндзор, графство Беркшир) и колледже Крайст-черч (Оксфордский университет, Оксфорд).
Лорд Маклсфилда больше интересовали дела его родного графства. Он занимал должности мирового судьи Оксфордшира в 1911 году, председателя Совета графства Оксфордшир (1937—1970), заместителя лейтенанта в 1935 году и лорда-лейтенанта Оксфордшира с 1954 по 1963 год. Носил чин лейтенанта Оксфордширского йоменского полка.
Он умер 20 сентября 1975 года, и ему наследовал его старший сын, Джордж Паркер, виконт Паркер.

## Семья
9 июня 1909 года лорд Маклсфилд женился на Лилиан Джоанне Вер Бойл (? — 9 апреля 1974), дочери майора Чарльза Джона Бойла и Лилиан Кеннеди Почин. У супругов было трое сыновей:
- Джордж Роджер Александр Томас Паркер, 8-й граф Макклсфилд (6 мая 1914 — 7 декабря 1992), старший сын и преемник отца
- Достопочтенный Уильям Ричард Кристофер Бойл Паркер (25 декабря 1917 — 14 декабря 1941)
- Достопочтенный Джоселин Джордж Дадли Паркер (23 апреля 1920 — 28 февраля 2009).